# ミカエル・ピューピン

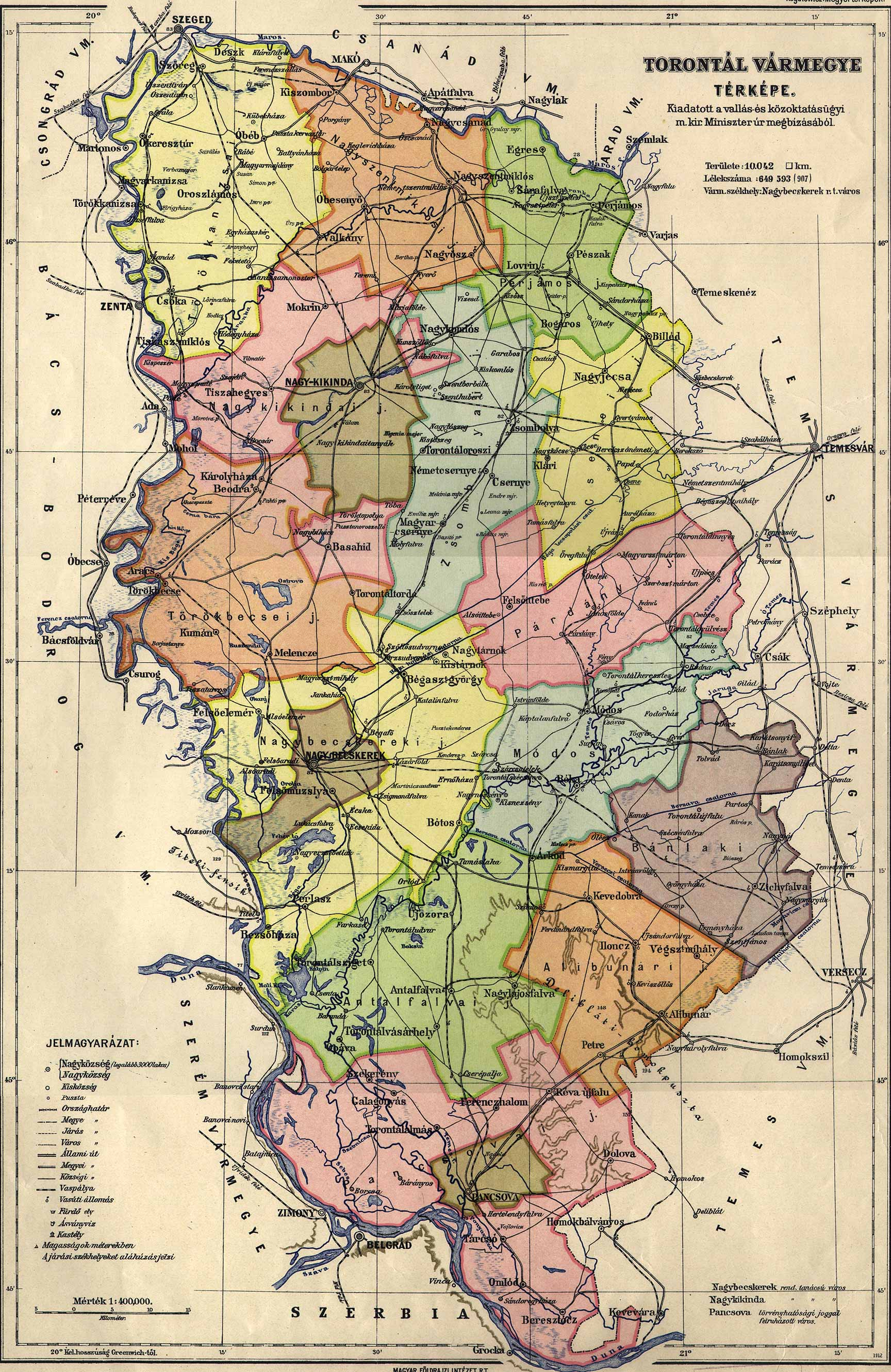
南部の緑色がアンタルファルヴァ（コヴァチツァ）郡

ミカエル・I・ピューピンあるいはマイケル・I・ピューピン（Michael I. Pupin）、本名:ミハイロ・イドヴロスキ・プピン（セルビア語:Михајло Идворски Пупин / Mihajlo Idvorski Pupin、1858年10月4日 - 1935年3月12日）は、セルビアの物理学者で、物理化学者。
数多くの特許を取得したことで知られており、長距離電話通信の距離を大幅に伸ばすため、通信線に一定間隔で装荷コイルを挿入するという手法を発明したことで特に知られている。この手法はピューピンの名をとって "pupinization" と呼ばれている。

## 生涯
バナト地方（軍政国境地帯）、パンチェヴォ近くのイドヴォル（セルビア語: Идвор, Idvor, ハンガリー語: Torontáludvar, Torontál-Udvar, ドイツ語: Idwor）という村で生まれた（当時は帝＝王政オーストリア領ハンガリー王国、現在はセルビア共和国ヴォイヴォディナ自治州）。イドヴォルスキ（セルビア語: Idvorski）とは「イドヴォル／トロンタール＝ウドヴァル（出身）の」（ハンガリー式: udvari Pupin）という意味の称号である。
父を早くに亡くし、1874年にアメリカ合衆国に移住。ピューピンは自伝に「当時の移民法が今とは違っていたことが幸いだった…そのときの試験官がとても親切だったが、私には何がなんだかわからなかった」と書いている。一時的にデラウェア州で農場労働者として働いたあと、数年間はニューヨークで下働きのような仕事を転々とした（例えば、マンハッタンのビスケット工場など）。そうして、英語とアメリカの文化を学んだ。特に、図書館と Cooper Union での講義が彼にとっては重要な情報源だった。
1879年、コロンビア・カレッジに入学し、スポーツと学問の両面で才能を発揮した。友人はピューピンが優秀なボートの漕ぎ手になるだろうと予測し、よい漕ぎ手になれば大学が放っておかないだろうと思われた。大学3年生のとき、クラスの委員長に選ばれた。1883年、コロンビア・カレッジを優秀な成績で卒業し、同時にアメリカ市民権を得た。その後ベルリン大学でヘルマン・フォン・ヘルムホルツに師事して博士号を取得し、1889年にコロンビア大学に戻り、新設された電気工学科で数理物理学講師の職を得た。ピューピンは、搬送波検出と電流解析で先駆的な研究を行った。
1899年、装荷コイルの特許を取得した（以前は「ピューピン・コイル」とも呼ばれていた）。これは、ピューピンが特許を取得する7年前にオリヴァー・ヘヴィサイド（イギリスの物理学者、数学者）が発表した成果を応用したものである。AT&Tがこの特許の使用権を取得したことで、その重要性が認識され、同時にピューピンは裕福になった。もっともAT&Tはその特許を買ったが、ほとんど使わなかった。というのもAT&Tはほぼ同時に George Campbell に似たような開発をさせており、ピューピンの特許はそちらの特許と競合する可能性があったために買い取ったのだった。AT&Tは、長距離電話の範囲を大幅に拡大する可能性ある発明を制御できなくなることを恐れた。
ピューピンはアメリカ合衆国内で初めて、ヴィルヘルム・レントゲンのX線発生方法を追試した1人である。1896年、蛍光色素をしみこませた紙を乾板に重ねる方式を発明し、それまでX線写真の撮影に1時間以上かかっていたものを数秒で済むようにした。彼はアメリカでのX線の医療への応用を研究した最初の人間の1人でもある。その後間もなく1896年4月に肺炎を患い、危うく死にかけた。彼を看病した妻も肺炎にかかり、亡くなった。その後ピューピンはX線の研究から離れ、二度と戻らなかった。
1901年にコロンビア大学の教授になり、1931年には名誉教授となった。教授になってからニューヨーク市内とコネチカット州ノーフォークに家を持ち、特にノーフォークにはセルビア風の邸宅 Hemlock Hill Farm を建てた。
1911年、セルビア王国のニューヨーク領事に就任。アメリカ大統領ウッドロウ・ウィルソンが1918年1月8日に議会で行った「十四か条の平和原則」という演説では、ピューピンとの会話に触発され、オーストリア＝ハンガリー帝国の君主政治下での民族自決と同様にセルビアとモンテネグロの復元を強く主張している。
ピューピンの自伝 "From Immigrant to Inventor" は1924年のピューリッツァー賞を受賞した。他にも "The New Reformation" (1927) や "Romance of the Machine" (1930) といった本を書き、専門書も多数書いている。一般書の中では、現代科学が神への信仰を支え、強化したと主張している。ピューピンはアメリカでのセルビア人移民社会でも活発に活動しており、Serbian National Defense Council of America を創設し、初代会長を務めた。1918年には、"Serbian Orthodox Church"（『セルビア正教会』）という本を編集している。

## 受賞など
ピューピンは1917年に無線学会 (IRE) の会長、1925年から1926年にはアメリカ電気学会 (AIEE) の会長を務めた。アメリカ科学振興協会 (AAAS) やニューヨーク科学アカデミー、Serbian Academy of Science の会長も務めたことがある。
1905年にエリオット・クレッソン・メダル、1920年に、「数理物理学での業績と、その電気伝送への応用に対して」AIEEエジソンメダルを受賞した。1928年にワシントン賞、1932年にジョン・フリッツ・メダルを受賞。
コロンビア大学のピューピンホール（ピューピン物理学研究所の一部）は、1927年に建てられ、1935年に彼の名を冠することになった。月には彼の名を冠した小さなクレーターがある。1946年にはベオグラードに Mihajlo Pupin Institute という工学研究機関が設立された。

## 特許
- アメリカ合衆国特許第 0,519,346号, Apparatus for Telegraphic or Telephonic Transmission, filed 14 Dec. 1893, issued 8 May 1894.
- アメリカ合衆国特許第 0,519,347号, 1894.
- アメリカ合衆国特許第 0,652,230号, Art Of Reducing Attenuation Of Electrical Waves And Apparatus Therefor, filed Dec. 14, 1899, issued 19 June 1900.
- アメリカ合衆国特許第 1,541,845号, Electrical Wave Transmission, filed Dec. 11, 1915.
- アメリカ合衆国特許第 1,834,735号, Inductive Artificial Lines, filed Feb. 24, 1928.
- アメリカ合衆国特許第 1,336,378号, Antenna, granted 1920
- アメリカ合衆国特許第 1,452,933号, Selective amplifying apparatus.